# Duruwa
Duruwa (nep. दुरुवा) – gaun wikas samiti w zachodniej części Nepalu w strefie Rapti w dystrykcie Dang Deokhuri. Według nepalskiego spisu powszechnego z 2001 roku liczył on 2188 gospodarstw domowych i 13006 mieszkańców (6634 kobiet i 6372 mężczyzn).